# 兴隆路街道
兴隆路街道原是中国山东省青岛市市北区下辖的一个街道。

## 行政区划
兴隆路街道下辖南公司社区、海岸路社区、兴隆路社区、兴德路社区、海云社区、平安路社区。